# Tolidopalpus kalimantanensis
Tolidopalpus kalimantanensis là một loài bọ cánh cứng trong họ Mordellidae. Loài này được Shiyake miêu tả khoa học năm 1995.